# Списък на скъпоценни камъни по видове
Това е списък на скъпоценните камъни, организиран по видове и тип.

## Минерали
Има над 300 вида минерали, които се използват като скъпоценни камъни. Те включват:

### А – Г
- агрелит
- адамин
- азбест
- азурит
- азурмалахит
- група на аксинитите:
  - фероаксинит
  - магнезиоаксинит
  - манганаксинит
  - тинзенит
- актинолит
  - нефрит (разн.)
- алгодонит
- алунит
- амблигонит
- анабергит
- аналцим
- анатаз
- англезит
- андалусит
  - хиастолит
- андезин
- анортит
- антигорит
  - бовенит
- анхидрит
- апатит
- апофилит
- арагонит
- арфведсонит
- астрофилит
- атакамит
- аугелит
- аустинит
- афганит
- барит
- бастнезит
- бейлдонит
- бенитоит
- подгрупа на берила:
  - аквамарин
  - биксбит (червен берил)
  - гошенит
  - златен берил
  - морганит
  - смарагд
  - хелиодор
- берилонит
- биотит
- бисмутотанталит
- битовнит
- болеит
- борацит
- борнит
- бразилианит
- брайтхауптит
- брукит
- брусит
- бустамит
- бьодантит
- ванадинит
- варисцит
- везувиан (идокраз)
  - калифорнит (разн.)
- вивианит
- вилемит
- вилиомит
- витерит
- власовит
- воластонит
- вулфенит
- вюртцит
- вяюрюненит
- гаанит
- гадолинит
- ганошпинел
- гаспеит
- гейлюсит
- гибсит
- гипс
- гиролит
- глаукофан
- групата на граната:
  - алмандин
  - андрадит
    - демантоид
    - меланит
    - топазолит

  - грандит (Малийски гранат)
  - гросулар
    - хесонит
    - хидрогросулар
    - [[[цаворит]]

  - малая гранат
  - пироп
  - родолит
  - спесартин
  - уваровит
- грандидиерит
- гускрикит
- гьотит

### Д – К
- данбурит
- датолит
- деклуазит
- диамант
- диаспор
- дикинсънит
- диопсид
- диоптаз
- доломит
- дюмортиерит
- евдиалит
- евклаз
- евксенит
- егирин
- еканит
- елбаит
- енстатит
  - бронзит
  - хиперстен
- еосфорит
- епидот
  - пиемонтит
- еремеевит
- еритрин
- есперит
- етрингит
- жад
  - жадеит
    - хлоромеланит

  - нефрит
- желязоаксинит
- зекцерит
- зеолит
  - аналцим
  - апофилит
  - хабазит
  - гускрикит
  - натролит
  - сколецит
  - стелерит
  - стилбит
  - томсънит
- зултанит
- зуниит
- илменит
- индерит
- кавансит
- каинит
- каледонит
- калцит
  - манганокалцит (разн.)
- камерерит
- канасит
- канкринит
  - вишневит
- каолинит
- карлетонит
- карналит
- каситерит
- катаплеит
- кварц
  - аметист (разн.)
  - аметрин (разн.)
  - авантюрин (разн.)
  - халцедон (разн.)
    - ахат
      - ирисов ахат
      - оникс
      - сардоникс

    - хелиотроп
    - карнелиан
    - мторолит
    - хризопраз
    - дендритен ахат
      - мъхов ахат

    - огнен ахат (иризиран (разн.)
    - яспис
    - вкаменено дърво
    - сард

  - цитрин (разн.)
  - друза (разн.)
  - кремък (разн.)
  - диамант Хъркимър (разн.)
  - млечен кварц (разн.)
  - празиолит (разн.)
  - радиоларит (разн.)
  - розов кварц (разн.)
  - шоков кварц (разн.)
  - опушен кварц (раухтопаз) (разн.)
- кварцит
- кианит
- клинохлор
- клинохумит
- клиноцоизит
- клинтонит
- кобалтин
- ковелин
- колеманит
- кордиерит
  - йолит (разн.)
- корнерупин
- корнуолит
- корунд
  - рубин (разн.)
  - сапфир (разн.)
    - падпарадша

  - златист сапфир
- кридит
- криолит
- крокоит
- ксонотлит
- куприт
- курнаковит
- кутнохорит

### Л – Р
- лазулит
- лазурит
- лангбеинит
- левкофан
- левцит
- леграндит
- лепидолит
- лизардит
- линарит
- лондонит
- лоусонит
- лудвигит
- лудламит
- магнезит
- малахит
- мариалит-мейонит
  - вернерит (разн.)
- марказит
- мезолит
- мелит
- мелифанит
- микроклин
- микролит
- миларит
- милерит
- миметезит
- монацит
- морденит
- мотрамит
- мусковит
  - фуксит (разн.)
- мъсгравит
- намбулит
- нарсарсукит
- натролит
- нептунит
- нефелин
- никелин (николит)
- нозеан
- нуумит
- оливин
- опал
  - огнен опал
  - мъхов опал
- палигорскит
- папагоит
- паргасит
- паризит
- пауълит
- пейнит
- пектолит
  - ларимар
- пентландит
- перидот
- периклаз
- пертит
- петалит (касторит)
- пецотаит
- пиемонтит
- пираргирит
- пирит
- пироксмангит
- пироморфит
- пиротин
- пирофилит
- питърсит
- плумбогумит
- полихалит
- полуцит
- пренит
- призматин
- прозопит
- прустит
- псиломелан
- пудретеит
- пумпелиит
  - хлорастролит (разн.)
- пурпурит
- реалгар
- рибекит
  - крокидолит (разн.)
- рихтерит
- родонит
- родохрозит
- родицит
- розазит
- рутил

### С – У
- самарскит
- санидин
- сапфирин
- сарколит
- селаит
- селенит
- сенармонтит
- сепиолит (морска пяна)
- серандит
- серафинит
- серендибит
- подгрупа на серпентина
  - антигорит
  - боуенит
  - хризотил
  - лизардит
  - стихтит
- сидерит
- силвин
- силиманит
- симпсънит
- синхалит
- скаполит
  - мариалит
  - мейонит
- скородит
- смалтин
- смитсонит
- согдианит
- содалит
  - хакманит (разн.)
- сперилит
- спесартит
- сподумен
  - хиденит (разн.)
  - кунцит (разн.)
  - трифан (разн.)
- спърит
- ставролит
- стибиотанталит
- стихтит
- столцит
- стронцианит
- стронциев титанат
- сугилит
  - бустамит (разн.)
  - рихтерит (разн.)
- сфалерит
- сяра
- таафеит
- тавмасит
- талк
- танталит
- тектит
  - молдавит
- тефроит
- тинаксит
- титанит
- томсънит
- топаз
- тремолит
  - хексагонит (разн.)
- триплит
- трифилин
- тугтупит
- подгрупа на турмалина:
  - ахроит (разн.)
  - хромов турмалин (разн.)
  - дравит
  - елбаит
  - флуор-лидикоатит
  - индиколит
  - оленит
  - параиба (разн.)
  - росманит
  - рубелит  (разн.)
- тюркоаз
- уейвълит
- уелоганит
- уилкит
- улексит
- уордит
- усингит

### Ф – Я
- фаялит
- подгрупа на фелдшпата:
  - албит
  - амазонит
  - андезин
  - анортит
  - анортоклаз
  - битовнит
  - лунен камък
    - адулар (разн.)

  - микроклин
  - ортоклаз
    - унакит

  - плагиоклаз
    - албит
    - лабрадорит
    - олигоклаз

  - санидин
  - слънчев камък
    - орегонски слънчев камък

  - целзиан
- фенакит
- фергусонит
- флогопит
- флуорапатит
- флуорапофилит
- флуорит
- форстерит
- фосгенит
- фосфофилит
- фосфосидерит
- фриделит
- хабазит
- халит
- халкопирит
- хамбергит
- ханксит
- хардистонит
- хаулит
- хаюин
- хеленит
- хематит
- хемиморфит
- хердерит
- хексагонит
- хибонит
- хиденит
- хиолит
- хиперитдиабас
- ходжкинсонит
- холтит
- хондродит
- хризоберил
  - александрит (разн.)
  - цимофан
- хризокола
- хризотил
- хромит
- хумит
- хърлбътит
- хюбнерит
- хюролит
- целестин
- церулеит
- церусит
- цинвалдит
- цинкит
- цинобър
- циркон
  - хиацинт (разн.)
- цоизит
  - танзанит (разн.)
  - тулит (разн.)
- чамберсит
- чарлезит
- чароит
- чилдренит
- шатукит
- шеелит
- шигаит
- шизолит
- шортит
- шпинел
  - плеонаст (разн.)
- шунгит
- ювелит
- югаваралит
- яспис

## Изкуствено и лабораторно създадени
Има редица изкуствени и лабораторно създадени минерали, използвани за производството на скъпоценни камъни. Те включват:
- лабораторен александрит
- лабораторен диамант
- лабораторен изумруд
- лабораторен корунд
- лабораторен муасанит
- лабораторен шпинел
- синтетичен опал
- синтетичен тюркоаз
- гадолиниево-галиев гранат
- итриево-алуминиев гранат
- итриево-железен гранат
- тербиево-галиев гранат
- тринитит
- фианит
- фордит
- кристал, покрит с метал

## Органични
Има редица органични материали, използвани като скъпоценни камъни, включително:
- Амолит
  - Амонити
- Гагат
- Кехлибар
- Копал
- Корал
- Кост
- Оперкулум
- Перла
- Раковина
- Седеф
- Слонова кост

## Скали
Някои скали се използват като скъпоценни камъни, включително:
- авантюриново стъкло
- антрацит
- аниолит
- боксит
- глимерит
- ейлатски камък
- епидозит
- идингсит
- карбонатит от Сийлинярви
- кимбърлит
- конкреций
- лампроит
- лапис лазули
- либийско пустинно стъкло
- лянит
- молдавит
- моситсит
- обсидиан
- паласит
- перидотит
- скарн
- стеатит
- сълзите на апачите (вулканично стъкло)
- тигрово око
  - червено тигрово око
- унакит
- ястребово око

## Скъпоценни камъни с ефект котешко око
Някои минерали, използвани като скъпоценни камъни, могат да проявят ефект на котешко око. Такива минерали са:
- актинолит
- андалусит
- апатит
- берил
  - аквамарин
  - изумруд
  - морганит
  - хелиодор
- берилий
- берилонит
- гранат
- грандидиерит
- данбурит
- диаспор
- диопсид
- енстатит
- калцит
- кварц
- кианит
- кордиерит
- корнерупин
- кунцит
- лунен камък
- опал
- опушен кварц
- перидот
- перистерит (разновидност на албита)
- пецотаит
- празиолит
- пренит
- родонит
- рутил
- селенит
- подгрупа на серпентина
  - антигорит
  - боуенит
- силиманит
- скаполит
- слънчев камък
- танзанит
- тигрово око
- топаз
- турмалин
- улексит
- фенакит
- хиперстен
- хризоберил
- церусит
- циркон
- шпинел
- ястребово око

## Скъпоценни камъни с астеризъм
- Корунд
  - Рубин
  - Сапфир

## Допълнителна информация
- Smithsonian Handbook: Gemstones by Cally Hall, 2nd ed. 2002 ISBN 978-0789489852

|  | Тази страница частично или изцяло представлява превод на страницата List of gemstones by species в Уикипедия на английски. Оригиналният текст, както и този превод, са защитени от Лиценза „Криейтив Комънс – Признание – Споделяне на споделеното“, а за съдържание, създадено преди юни 2009 година – от Лиценза за свободна документация на ГНУ. Прегледайте историята на редакциите на оригиналната страница, както и на преводната страница, за да видите списъка на съавторите. ВАЖНО: Този шаблон се отнася единствено до авторските права върху съдържанието на статията. Добавянето му не отменя изискването да се посочват конкретни източници на твърденията, които да бъдат благонадеждни. |